# Skjulte spor
Skjulte spor er en dansk tv-serie, der blev sendt i 25 afsnit på TV3 2000-2003. Serien blev instrueret af Ulf Ahlberg, Martin Schmidt og Martin Miehe-Renard, og må betragtes som en moderne politiserie, hvor man følger en specialgruppe af psykologer, der sættes sammen med en traditionel gruppe politifolk, som så i fællesskab skal forsøge at opklare de sager, de bliver præsenteret for. Spændinger og konflikter er uundgåelige.
Blandt de medvirkende i serien ses bl.a. Peter Mygind, Søren Spanning, Peter Steen, Solbjørg Højfeldt, Kett Lützhøft Jensen og Lars Mikkelsen.

## Eksterne links
- Skjulte spor på Internet Movie Database (engelsk)
- Skjulte spor på Filmdatabasen
- Skjulte spor på danskefilm.dk
- Skjulte spor hos The Movie Database (engelsk)

| Fjernsyn | Spire Denne artikel om et tv-program er en spire som bør udbygges. Du er velkommen til at hjælpe Wikipedia ved at udvide den. |